# Oculus Rift
Oculus Rift — очки виртуальной реальности, предоставившие, по заявлениям создателей, более широкое поле зрения, чем более ранние разработки. Устройство создано компанией Oculus VR (изначально около 20 работников), получившей финансирование в размере 91 млн долларов США, из которых 2,4 млн было собрано на краудфандинговой платформе Kickstarter. Компания основана Палмером Лаки, Брэнданом Ирибе (в роли CEO), Михаилом Антоновым и Нэйтом Митчел. Джон Кармак позже стал CTO в Oculus VR.
Набор разработчика первой версии (DK1) продаётся с лета 2013 года. Вторая версия для разработчиков (DK2) стала доступна в июле 2014 года. Всего к концу 2014 года было продано более 100 тысяч комплектов разработчика. Потребительская версия (CV1) была выпущена в первом квартале 2016 года.
О проекте Oculus Rift положительно высказывались Джон Кармак, Гейб Ньюэлл, Клифф Блезински, Майкл Абраш, Тим Суини, Крис Робертс и другие. 25 марта 2014 года компания Oculus VR была приобретена Meta за 2 миллиарда долларов США; хотя до этого момента Oculus Rift позиционировался исключительно как устройство для компьютерных игр, руководитель Meta Марк Цукерберг объявил, что видит в Oculus Rift и устройствах виртуальной реальности основу для нового поколения компьютерных технологий, которое идет на смену смартфонам.

## История

### Презентация прототипа
На выставке Electronic Entertainment Expo 2012 компания id Software анонсировала разработку версии игры Doom 3, BFG Edition, совместимой со шлемами виртуальной реальности. Джон Кармак представил ранний прототип Oculus Rift на базе LCD дисплея с диагональю 5,6 дюйма, совмещённого с парой линз, которые позволяли получить стереоскопический эффект с полем зрения в 90 градусов по горизонтали и 110 градусов по вертикали.

### Краудфандинг
1 августа 2012 года была начата краудфандинговая кампания на Kickstarter, целью которой являлось финансирование дальнейшего развития продукта. В течение 4 часов после начала была собрана изначально требовавшаяся сумма в 250 тыс. долларов, за 36 часов — более 1 миллиона долларов. Всего за месяц было собрано немногим меньше 2,5 миллиона от 9,5 тысячи человек.

### Первая версия для разработчиков — Oculus Rift DK1

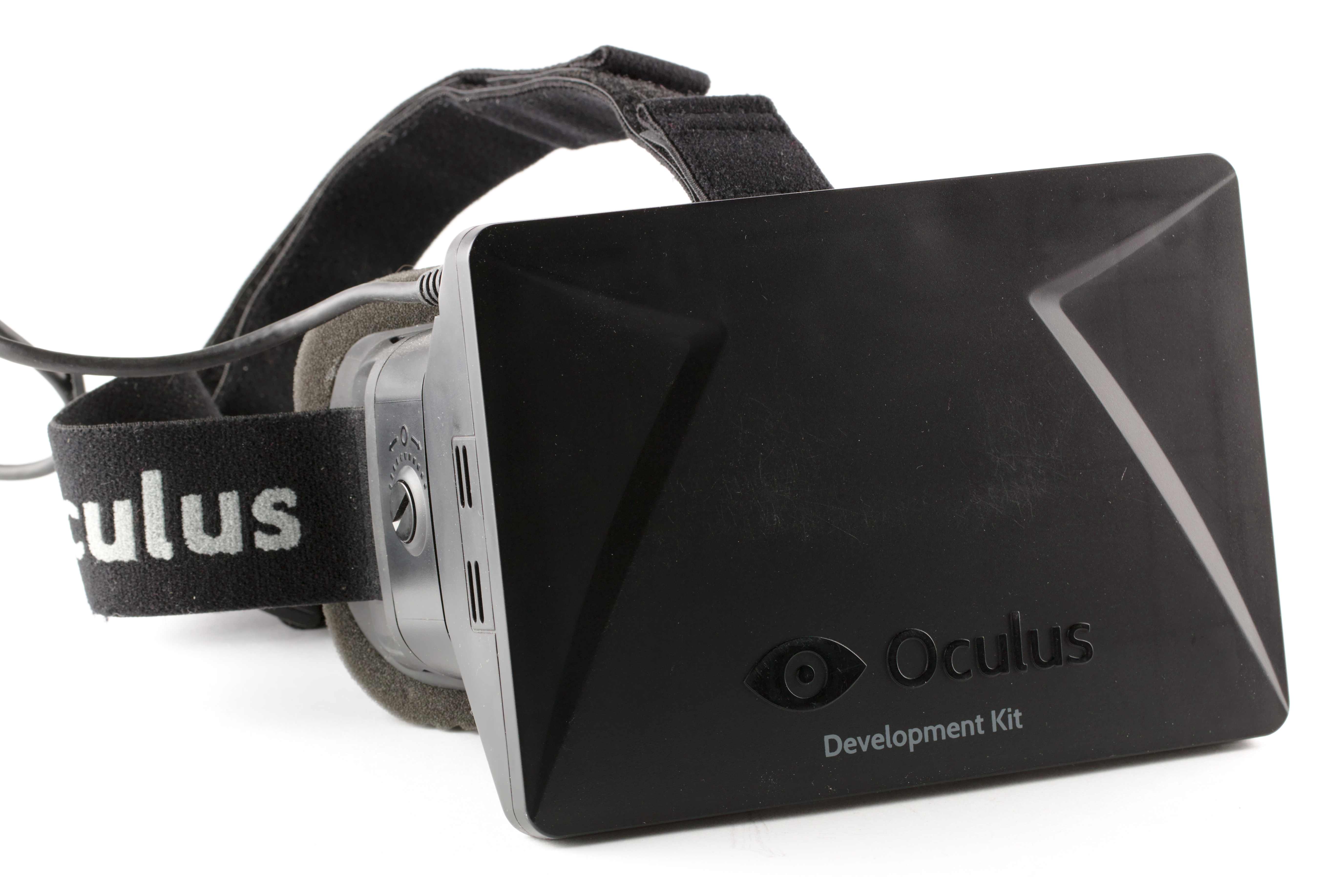
Oculus Rift DV

На Kickstarter была представлена версия Oculus Rift для разработчиков, позже получившая условное название DK1. Планировалось, что эти прототипы позволят интегрировать видеоочки в различные игры. Стоимость комплекта составляла 300 долларов США без учёта доставки.
Версия для разработчиков начала поступать первым заказчикам с 30 марта 2013 года
На июнь 2013 года разработчикам было разослано более 5 тыс. комплектов.
Разрешение экранов: 1280x800 (640x800 на глаз)
Тип экрана: LCD
3D эффект: да, технология side-by-side
Горизонталь видимой области: 90 градусов
Диагональ видимой области: 110 градусов
Проводное подключение: Разъемы DVI/HDMI и USB
Платформы: PC (персональные компьютеры)
Отслеживание движения: поворот головы
Трекер движения головы: 240 Гц
Степени свободы: 3 степени
Масса: 380 г
В июне 2013 года на EEE 2013 был продемонстрирован улучшенный прототип устройства с разрешением Full HD (1080p).

### Вторая версия для разработчиков — Oculus Rift DK2
В октябре 2013 года компания подтвердила, что выпустит ещё одну версию для разработчиков, с уменьшенными задержками и увеличенным разрешением.
В данной версии используется экран от смартфона Samsung с частотой обновления изображения в 75 Гц (вместо стандартных для него 60 Гц). Добавлен ИК-трекер и десятки ИК-светодиодов для отслеживания точного положения шлема в пространстве.
Разрешение экранов: (960x1080 на глаз)
Тип экрана: AMOLED
3D эффект: да, технология side-by-side
Горизонталь видимой области: 90 градусов
Диагональ видимой области: 100 градусов
Сенсоры: гироскоп, акселерометр, магнитометр
Проводное подключение: разъемы HDMI и USB
Платформы: PC (персональные компьютеры Windows, Mac OS X, и Linux)
Отслеживание движения: внешняя камера
Треккер движения головы: 1000 Гц
Степени свободы: 6 степеней
Масса: 440 г

### Третья версия для разработчиков — Oculus Rift Crescent Bay
В сентябре 2014 года во время конференции Oculus Connect в Лос-Анджелесе была представлена обновлённая версия Rift под кодовым названием Crescent Bay. Эта версия имеет более высокое разрешение, чем DK2, меньший вес, встроенные съёмные аудионаушники, благодаря наличию дополнительных ИК-светодиодов в задней части устройства лучше отслеживает повороты вплоть до 360 градусов.

### Потребительская версия — Oculus Rift CV1

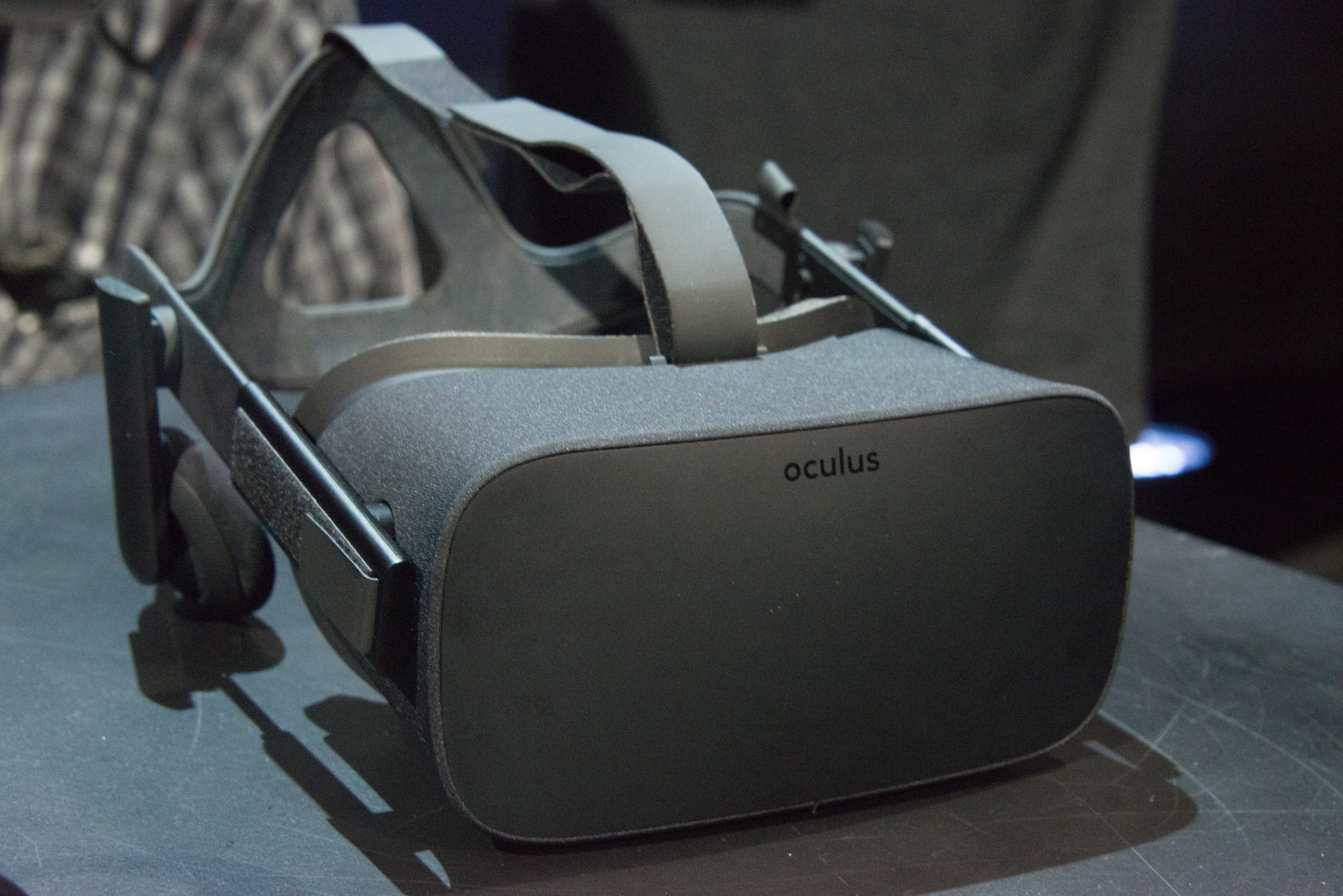
Oculus Rift CV1

Потребительская версия, 'Oculus Rift Consumer Version' (CV1), дорабатывалась в течение долгого времени. В ней планировались улучшения трекера, увеличение разрешения до некоторого уровня «выше, чем 1080p».
Характеристики шлема версии CV1
Разрешение: 1080×1200 пикселей на каждый глаз
Частота обновления: 90 Гц, 75 Гц, 72 Гц, 60 Гц
Угол обзора номинальный: 110°
Время отклика: 3 мс, full
Частота обновления встроенного трекера: 1000 Гц (1000 раз в секунду)
Датчики: гироскоп, акселерометр, магнитометр, инфракрасные датчики
Частота обновления трекера, встроенного в камеру: 60 Гц
Вес: 450 г без кабеля
Характеристики контроллера Oculus Touch Датчики-акселерометры
Соединение по радиоканалу 2,404-2,478 GHz, 2,89 mW одностороннее
Вибромотор — есть
Управление — кнопки, джойстик, курок
Совместимость — Oculus Rift
По оценкам 2013 года, авторы планировали вывести цену потребительской версии на уровень порядка 300 долларов.
В мае 2015 года разработчики объявили, что продажи Oculus Rift для потребителей начнутся в первом квартале 2016 года.
6 января 2016 года был открыт предзаказ на комплекты Oculus Rift по цене 599$. Россия не вошла в число стран, куда могут поставляться комплекты. Через 14 минут после открытия предзаказов вся партия была разобрана. В 2017 году цена на них упала до 399$.

### Потребительская версия — Oculus Rift S

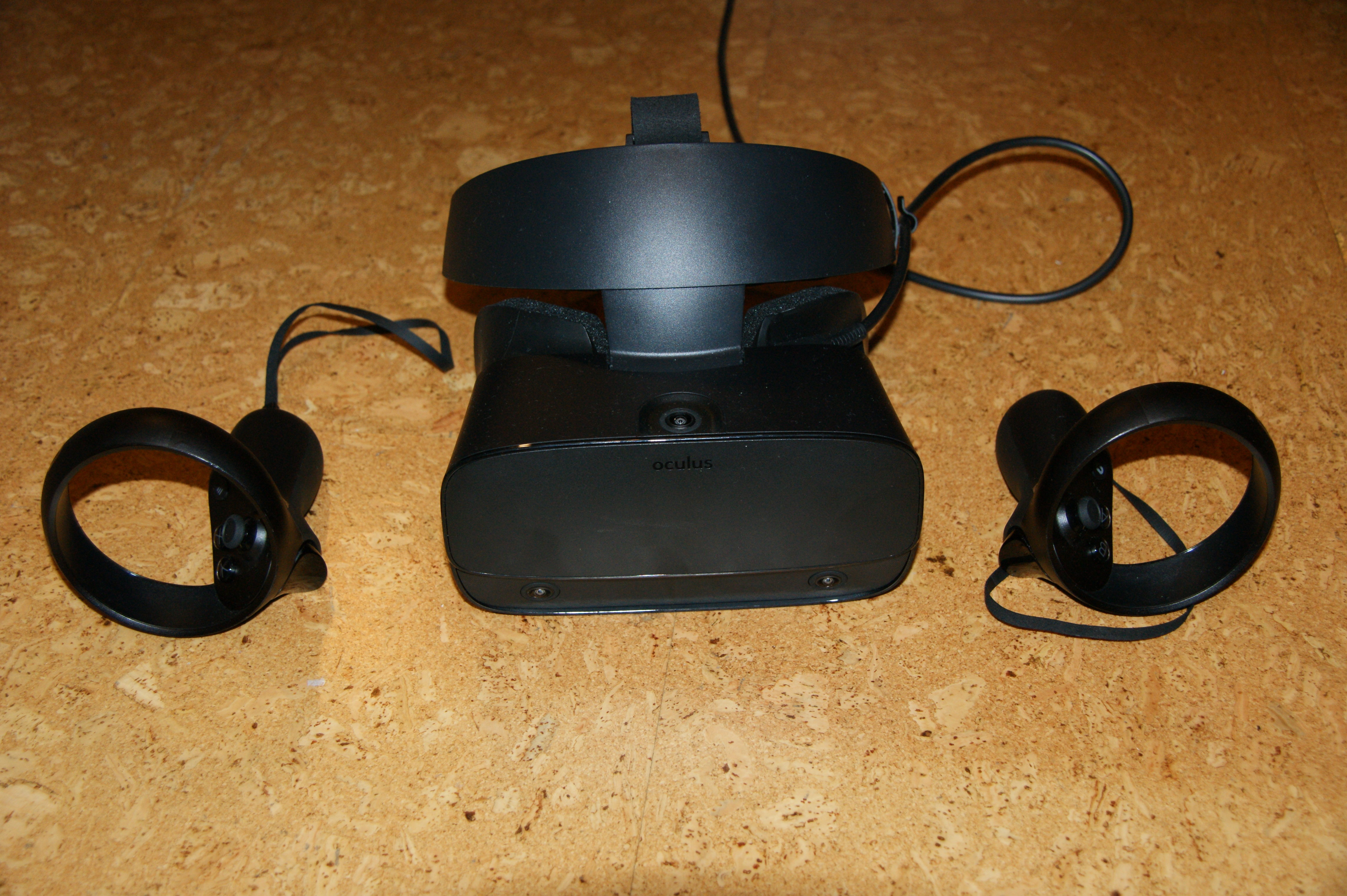
Oculus Rift S

21 мая 2019 года, Oculus выпускает новый шлем, 'Oculus Rift S', имеющую кардинальные отличия от прошлой. В новой версии VR-Шлема, oculus избавились от отслеживания с помощью док-станций и перешли на отслеживание с помощью камер на поверхности шлема. Вторым отличием стало новое крепление, изготовленное по лицензии Sony, заимствованное у шлема PlayStation-VR. Третьим отличием является упрощение встроенной звуковой аппаратуры, наушники были заменены на встроенные динамики. Четвертое отличие заключается в новой версии контроллеров Oculus Touch.
Характеристики шлема версии S
Внутри стоит одна LCD панель, что дает более высокую плотность пикселей, чем на Oculus Quest и CV1.
Разрешение составляет 1280×1440 на каждый глаз
Частота обновления: 80 Гц
Угол обзора: 110°
Время отклика: 3 мс
Частота обновления встроенного трекера: 1000 Гц
Датчики: гироскоп, акселерометр, магнитометр, инфракрасные датчики
Вес шлема: 560г
Системные требования:
Процессор - Intel Core i5-4590/AMD Ryzen 5 1500X или мощнее.
Видеокарта - NVidia Geforce GTX 1060 6 Gb (GTX 970 4 Gb)/AMD Radeon RX 480 4Gb (AMD Radeon R9 290) или более мощные.
Оперативная память - 8 Gb и более.
Видеовыходы - DisplayPort 1.2, адаптер Mini DisplayPort-DisplayPort (с адаптером mDP-DP, который входит в комплект поставки).
USB-порты - 1 USB 3.0.
Операционная система -  Windows 10.

## Аппаратные средства
В DK1 для подключения к компьютеру используется разъем DVI, возможно подключение по HDMI. Для передачи данных с трекера используется USB, также выведен дополнительный разъём питания. Кабели подключаются к компактному внешнему контроллеру, соединённому с очками одним проводом. В DK2 от внешнего контроллера отказались, очки подключаются активным HDMI-кабелем и USB.
В отличие от других 3D технологий, в Oculus Rift для формирования стереоэффекта не используются затворы или поляризаторы. Изображения для каждого глаза выводятся на один дисплей рядом (каждое изображение занимает немного меньше половины дисплея), затем геометрия изображения корректируется при помощи линз для увеличения поля зрения.
В первых прототипах использовался LCD-дисплей с диагональю 5,6 дюйма, однако, после успешной кампании на Kickstarter было решено использовать 7-дюймовый дисплей (Innolux HJ070IA-02D), из-за чего последующие устройства несколько больше по размеру. Стереоскопический эффект на новом дисплее усилен из-за того, что поля зрения для правого и левого глаза не перекрываются на 100 %. Для левого глаза доступен небольшой дополнительный фрагмент картинки слева, для правого — справа, что приближает Rift к нормальному человеческому зрению.
Поле зрения имеет размеры немного более 90 градусов по горизонтали (110 градусов по диагонали), что примерно в два раза больше, чем у массово производившихся ранее видеоочков и шлемов ВР.
Разрешение дисплея в версии DK1 для разработчиков составляет 1280×800 (соотношение сторон 16:10), на каждый глаз приходится по 640×800 (соотношение 4:5), однако за счёт неполного перекрытия итоговое изображение немного шире, чем 640 пикселей по горизонтали. Изображение на дисплей выводится искаженным, и затем исправляется при помощи линз, создавая сферическое изображение для каждого глаза. Из-за линз пиксели имеют разные видимые размеры (растянуты у края изображения).
Во втором наборе разработчика DK2 используется PenTile-дисплей разрешением 1080p с паттерном «diamond». В потребительской версии ожидается «более высокое разрешение».
Прототипы использовали трекер Hillcrest 3DoF с штатной частотой опроса 120 Гц, но по запросу Джона Кармака была подготовлена прошивка, разгоняющая трекер до 240 Гц. В финальной версии будет использоваться трекер с частотой опроса в 1000 Гц: Adjacent Reality Tracker, состоящий из трёхосевого гироскопа, акселерометров и магнитометра.
Вес 2-го прототипа очков составлял около 380 грамм, (на 90 больше, чем у первых прототипов из-за увеличения диагонали дисплея). Вторая версия должна была иметь меньший вес, однако из-за просчётов в проекте оказалась несколько тяжелее.
Устройство требует индивидуальной настройки для использования, а также разовой предварительной калибровки магнитного сенсора. Вторая версия имеет внешнюю ИК-камеру (трекер) для дополнительного отслеживания позиции головы в пространстве.
Анонсированное 6 января 2016 года в предзаказах устройство требует для работы компьютер с процессором не хуже Intel Core i5- 4590, видеокарту уровня NVIDIA GeForce GTX 970 и не менее 8 Гб ОЗУ. В нём используется два специальных OLED-экрана.

## Негативные эффекты
Использование Oculus Rift может вызывать рябь в глазах, морскую болезнь и тошноту. Особенно сильно эффекты выражены при первых использованиях устройства. Разработчики заявляют, что в новых продуктах (DK1 и далее) эта проблема уменьшена.
Одна из причин побочных эффектов — большая задержка между поворотами головы и обновлением картинки. Для решения этой проблемы используют сенсор с более высокой частотой дискретизации и специальные программные технологии, такие как предсказание движения и так называемый «time warp». Другая значительная причина — длительный период отображения пикселей, характерный для всех LCD панелей в целом, а также очень длительное время смены пикселей в конкретной использовавшейся панели, из-за чего создаётся очень сильное размывание — в DK2 проблема решена путём использования OLED экрана с низким периодом отображения, так называемая технология «low persistence», при которой пиксели зажигаются лишь на очень короткий промежуток времени, вместо того, чтобы гореть всё время, как на обычном дисплее. Некоторые игры могут вызывать эти эффекты сами по себе, вне зависимости от используемого шлема виртуальной реальности, в силу либо плохой поддержки очков и виртуальной реальности в целом, либо просто по своей природе, например виртуальные американские горки; наиболее сильный эффект вызывают быстрые соревновательные шутеры от первого лица в силу сразу целого множества факторов, каждый из которых нежелателен для приложений в виртуальной реальности. Для комфортного использования компьютер должен обеспечивать стабильную высокую частоту обновления, для чего может потребоваться мощная видеокарта и процессор.
Для получения разработчиком игр данных о задержках Oculus VR в версии DK1 предлагалось дополнительное устройство Latency Tester. Вторая версия разработчика имеет встроенный Latency Tester, и теперь данное устройство уже не актуально.

## Программное обеспечение
Поддержка шлема заявлена во многих популярных 3D-играх, например, Half-Life 2, Team Fortress 2, Mirror’s Edge, War Thunder, Star Conflict, EVE Valkyrie (ex. EVR) от CCP, DCS: World, Ил-2 Штурмовик «Битва за Сталинград», Euro Truck Simulator 2, Minecraft, Live For Speed.
Несколько программных платформ для разработки игр объявили об интеграции с Oculus Rift, в частности: CryEngine, Unreal Engine (версии 3 и 4), Unity, Unigine, Source, CopperCube.
Для игр без встроенной поддержки шлема было создано 3 сторонних драйвера:
- VIREio[45]
- VorpX[46]
- TriDef[47]

## Награды
- IGN — Coolest Tech (2013, E3)[48]
- IGN Italia — Best Innovation (2013, E3, Premio all’innovazione)[49]

## Интересные факты
- Oculus Rift шутливо сравнивают с очками аквалангиста из-за сходной формы светоизолирующего корпуса[50][51].
- NASA использует Oculus Rift и Omni в лаборатории JPL для виртуальных прогулок по поверхности Марса и по МКС[52][53].
- В 2014 году норвежские военные провели эксперимент по управлению бронированным транспортом, используя Oculus Rift[54].
- «Заточение в виртуальности», 7 серия 18 сезона мультсериала Южный Парк полностью посвящена виртуальной реальности и шлемам Oculus Rift[55].

## Похожие проекты
- Steam VR: HTC Vive
- FOVE (прототип)[56]
- FOV2GO
- Проект Holodeck
- Mark IV (беспроводные очки виртуальной реальности, GameFace Labs)[57]
- Glyph[58][59]
- OSVR (шлем виртуальной реальности от Razer)
- Google Cardboard
- Deepoon E2 (китайский клон Oculus Rift)